# Kloster Oia
Das Kloster Oia (spanisch Oya oder Santa María la Real de Oia) ist ein ehemaliges Zisterzienserkloster in der Provinz Pontevedra in Galicien in Spanien. Es liegt in der Gemeinde (Concello) Oia in der Comarca O Baixo Miño zwischen Baiona und A Guarda fast unmittelbar an der Atlantikküste der Rías Baixas rund 14 km nördlich der Grenze zu Portugal.

## Geschichte

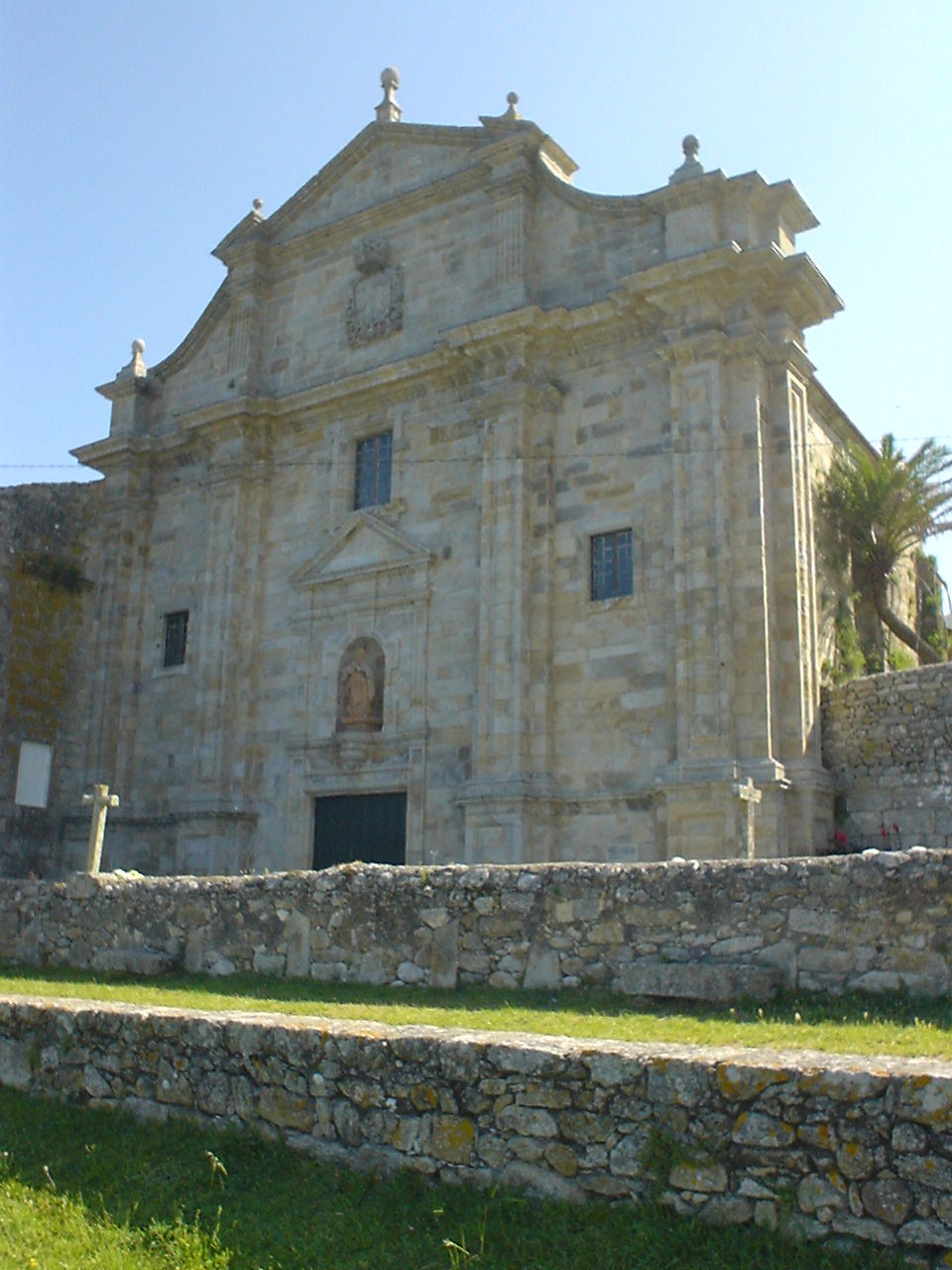
Westfassade

Das möglicherweise bereits im 7. Jahrhundert errichtete Kloster wurde 1185 dem Zisterzienserorden angeschlossen. Es unterstellte sich der Primarabtei Clairvaux. Die Stiftung soll bereits durch Alfons VII. erfolgt sein und wird auf die Zeit um 1132 datiert. Im Jahr 1547 schloss es sich der kastilischen Zisterzienserkongregation an. In verschiedenen Aktionen des Seekriegs im 17. und 18. Jahrhundert spielte das Kloster eine Rolle. Die Säkularisation der Regierung Mendizábal brachte 1836 das Ende des Klosters. Die Kirche wurde zur Pfarrkirche und das Kloster kam in private Hände. Von 1910 bis 1932 nutzten portugiesische Jesuiten das Kloster. Die Kirche wurde 1931 unter Denkmalschutz gestellt. Im Spanischen Bürgerkrieg diente das Kloster als Gefängnis.

## Bauten und Anlage

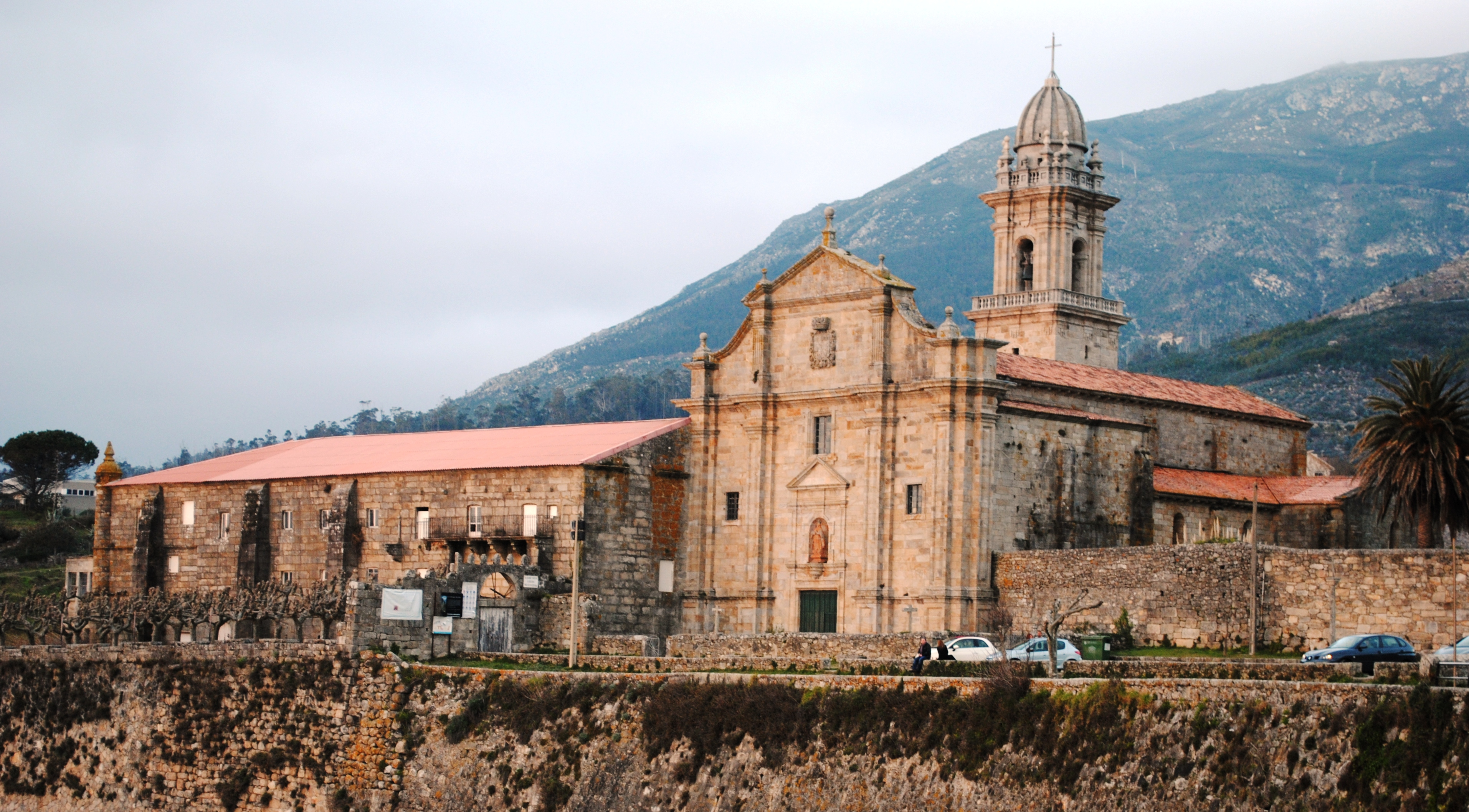
Kloster Oia

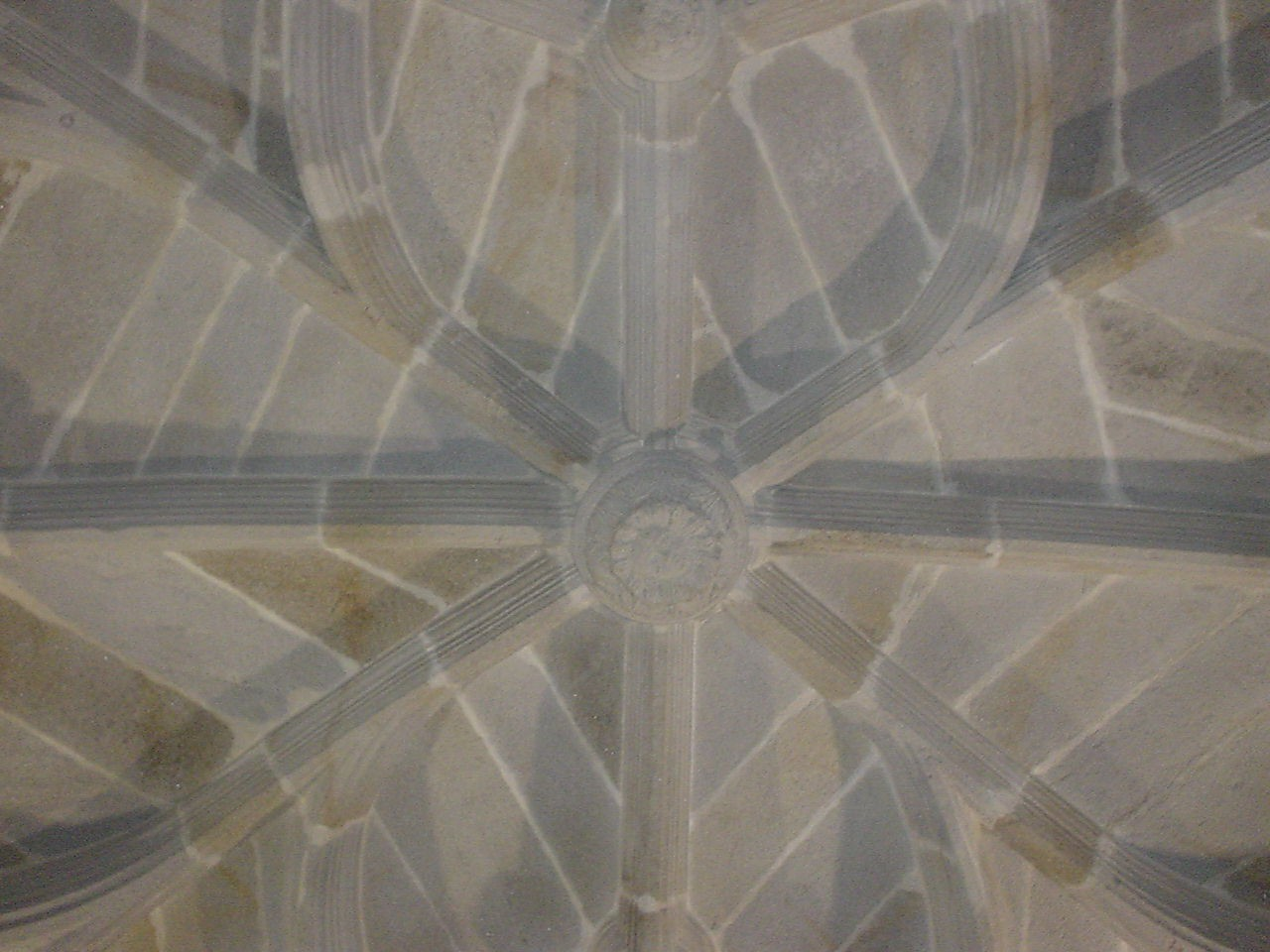
Gewölbe unter der Empore

Die Kirche wurde ab 1190 errichtet. Sie ist eine dreischiffige Anlage zu vier Jochen in Form eines lateinischen Kreuzes mit Querschiff und rechteckigem Chor. Die je zwei Kapellen an der Ostseite des Querschiffs sind leicht gestaffelt angeordnet. Der Raum unter der Westempore ist mit einem gotischen Rippengewölbe versehen. Die Kirche hat eine Barockfassade. Die nördlich der Kirche gelegenen Klostergebäude wurden renoviert.